# Роббинс, Гейл
Бетти Гейл Роббинс (англ. Betty Gale Robbins, 7 мая 1921 — 18 февраля 1980) — американская актриса, певица, модель пин-ап.

## Биография
Бетти Гейл Роббинс родилась 7 мая 1921 года в Чикаго, Иллинойс, США, хотя в одном источнике указано, что Роббинс родилась в городе Митчелл, Индиана, и переехала в Чикаго, когда была маленькой. Роббинс была дочерью Артура и Бланш Роббинс. Она училась в семинарии Дженнингс в Ороре, Иллинойс. У Роббинс были способности к музыке и первое время она пела в клубах и церковных хорах. Окончила старшую школу Люси Флауэр в июне 1939 года.
Роббинс посещала модельную школу Веры Джонс в Чикаго и позировала для многих журналов и рекламы. В 1941 году в статье в газете Роббинс была описана как «известная модель, чье лицо появилось на обложках многих известных журналов, и чьи глаза и зубы стали торговыми марками [компаний] Murine и Iodent соответственно».
Роббинс пела в группе Фила Леванта в 1940 году, в 1941 году — с Джэном Гарбером. Позже объединилась с некоторыми певцами в группу, которую они называли между собой «Герцогиня и её герцоги». Роббинс продолжала работать с некоторыми из лучших радио и группами той эпохи, в том числе с Беном Берни, Яном Гарбером и Холом Кемпом.
Студия 20th Century Fox заметила Роббинс и в 1942 году подписала с ней контракт. Её кинодебютом был фильм «А в это время, дорогая» (1944). Обладая пин-ап внешностью, Гейл появилась на обложке журнала «Yank, The Army Weekly» в 1944 году и выступала на военных базах с труппой Боба Хоупа в следующем году.
Она вела «Дом Голливуда» (1949) и также появилась в «The Colgate Comedy Hour» (1950). В конце 50-х Гейл выпустила альбом «I’m a Dreamer» для Vik Label при поддержке Эдди Кано и его оркестра. После появления в «Налётчиках Куантрилла» (1958) и в нескольких телесериалах, Роббинс прекратила свою карьеру и полностью сосредоточилась на воспитании детей.
После того как её муж погиб в 1968 году при аварии здания, Гейл, оставшись с двумя дочерьми, решила возобновить свою карьеру. Она выступала в ночных клубах и она снялась в фильме «Вставай и считайся» (1972) и появилась на сцене в мюзикле Стивена Сондхейма «Компания» в 1975 году.
Она умерла от рака лёгкого 18 февраля 1980 года в  в возрасте 58 лет. Похоронена на кладбище Голливуд-Хилс в Лос-Анджелесе.
Роббинс была удостоена звезды на Голливудской «Аллее славы» за вклад в развитие киноиндустрии, которая находится по адресу Голливудский бульвар, 6510.

## Личная жизнь
В декабре 1943 года Роббинс вышла замуж за своего школьного возлюбленного Роберта Олсона во время его службы в ВВС США. Они были вместе до смерти Олсона в 1968 году. У них было две дочери — Виктория и Синтия.

## Фильмография
| Год       |   | Русское название                    | Оригинальное название            | Роль                 |
| --------- | - | ----------------------------------- | -------------------------------- | -------------------- |
| 1944      | ф | А в это время, дорогая              | In the Meantime, Darling         | Ширли Пианатовски    |
| 1945      | ф | Винджаммер                          | The Windjammer                   | дочь Боба            |
| 1946      | ф | Мистер Хекс                         | Mr. Hex                          | Глория Вилльямс      |
| 1948      | ф | Моя девочка Тиса                    | My Girl Tisa                     | Джэнни Кэпес         |
| 1948      | ф | Уличная гонка                       | Race Street                      | Элейн Гэннин         |
| 1948      | ф | Мой дорогой секретарь               | My Dear Secretary                | Дон О'Малли          |
| 1949      | ф | Парочка Баркли с Бродвея            | The Barkleys of Broadway         | Ширлин Мей           |
| 1949      | ф | Ах, Вы, красивая кукла              | Oh, You Beautiful Doll           | Мэри Карл            |
| 1949      | с | Дом в Голливуде                     | Hollywood House                  | постоянная участница |
| 1950      | ф | Три маленьких слова                 | Three Little Words               | Терри Лордел         |
| 1950      | ф | Девушка из Фуллер Браш              | The Fuller Brush Girl            | Руби Ролингс         |
| 1950      | ф | Между полночью и рассветом          | Between Midnight and Dawn        | Терри Ромейн         |
| 1951      | ф | Строго бесчестные                   | Strictly Dishonorable            | Мэри Доннелли        |
| 1952      | ф | Красавица из Нью-Йорка              | The Belle of New York            | Дикси Маккой         |
| 1952      | ф | Разбойник                           | The Brigand                      | графиня Флора        |
| 1952      | с | Шоу Джеки Глисон                    | The Jackie Gleason Show          | вокалистка           |
| 1953      | ф | Гарри Джеймс и его создатели музыки | Harry James and His Music Makers | певица               |
| 1953      | ф | Джейн-катастрофа                    | Calamity Jane                    | Аделаида Адамс       |
| 1955      | с | Моя маленькая Марджи                | My Little Margie                 |                      |
| 1955      | ф | Двойная опасность                   | Double Jeopardy                  | Мардж Бэгготт        |
| 1955      | ф | Девушка в розовом платье            | The Girl in the Red Velvet Swing | Гвен Арден           |
| 1955      | с | Театр Дэймона Руньона               | Damon Runyon Theater             | Эми/Марвел Делами    |
| 1954—1955 | с | Театр Форда                         | The Ford Television Theatre      | Коко/Кэти Клеборн    |
| 1956      | с | Паспорт в опасности                 | Passport to Danger               |                      |
| 1956      | с | Дом знаменитости                    | Celebrity Playhouse              |                      |
| 1953—1956 | с | Шоу Рэда Скелтона                   | The Red Skelton Show             | вокалистка           |
| 1957      | с | Миллионер                           | The Millionaire                  | Синтия Сондер        |
| 1957      | с | Слежка                              | Trackdown                        | Шерри Ламар          |
| 1958      | с | Налётчики Куантрилла                | Quantrill's Raiders              | Кейт                 |
| 1958      | с | Шоу Боба Каммингса                  | The Bob Cummings Show            | Филиппа              |
| 1958      | с | Дым в Тусоне                        | Gunsmoke in Tucson               | Лу Крэншо            |
| 1959      | с | Национальный гвардеец               | State Trooper                    | Дон Курдей           |
| 1959      | с | Бригада «М»                         | M Squad                          | Долли Пупер          |
| 1959      | с | Театр Алькоа                        | Alcoa Theatre                    | Лейси Синклер        |
| 1960      | с | Джонни Миднайт                      | Johnny Midnight                  | Шатси                |
| 1960      | с | Филип Марлоу                        | Philip Marlowe                   | Кей Рид              |
| 1960      | с | Ритмы Бурбон-стрит                  | Bourbon Street Beat              | Магда Лазар          |
| 1960      | с | Сансет-Стрип, 77                    | 77 Sunset Strip                  | Терри Стонтон        |
| 1960      | с | Место комедии                       | The Comedy Spot                  | Лейси Синклер        |
| 1961      | с | Неприкасаемые                       | The Untouchables                 | Лорна Уиллис         |
| 1962      | с | Триллер                             | Thriller                         | Мэри Джерольд        |
| 1962      | с | Мистер Эд                           | Mister Ed                        | мисс Мид             |
| 1965      | с | Перри Мейсон                        | Perry Mason                      | Эвелин Бронсон       |
| 1965      | с | День Валентина                      | Valentine's Day                  |                      |
| 1966      | с | Дымок из ствола                     | Gunsmoke                         | Мод                  |
| 1972      | ф | Вставай и считайся                  | Stand Up and Be Counted          | незначительная роль  |